# Judo na Letnich Igrzyskach Olimpijskich 1972
Judo na Letnich Igrzyskach Olimpijskich 1972 w Monachium, odbyło się w dniach 31 sierpnia – 9 września 1972. Startowali wyłącznie mężczyźni w 6 kategoriach wagowych (–63 kg, –70 kg, –80 kg, –93 kg, +93 kg oraz w kategorii "otwartej" – open). Tabelę medalową wygrali judocy z Japonii, którzy zdobyli 3 złote medale oraz 1 brązowy.

## Medaliści
| Kat. wagowa            |                    |                   |                                    |
| ---------------------- | ------------------ | ----------------- | ---------------------------------- |
| Waga lekka −63 kg      | Takao Kawaguchi    | –                 | Kim Yong-ik Jean-Jacques Mounier   |
| Waga półśrednia −70 kg | Toyokazu Nomura    | Antoni Zajkowski  | Dietmar Hötger Anatolij Nowikow    |
| Waga średnia −80 kg    | Shinobu Sekine     | Oh Seung-lip      | Jean-Paul Coche Brian Jacks        |
| Waga półciężka 93 kg   | Szota Czocziszwili | David Starbrook   | Paul Barth Chiaki Ishii            |
| Waga ciężka +93 kg     | Wim Ruska          | Klaus Glahn       | Motoki Nishimura Giwi Onaszwili    |
| Kategoria Open         | Wim Ruska          | Witalij Kuzniecow | Jean-Claude Brondani Angelo Parisi |

## Tabela medalowa
| Poz. | Państwo          |   |   |   | Łącznie |
| ---- | ---------------- | - | - | - | ------- |
| 1    | Japonia          | 3 | 0 | 1 | 4       |
| 2    | Holandia         | 2 | 0 | 0 | 2       |
| 3    | ZSRR             | 1 | 1 | 2 | 4       |
| 4    | Wielka Brytania  | 0 | 1 | 2 | 3       |
| 4    | RFN              | 0 | 1 | 1 | 2       |
| 6    | Polska           | 0 | 1 | 0 | 1       |
| 6    | Korea Południowa | 0 | 1 | 0 | 1       |
| 8    | Francja          | 0 | 0 | 3 | 3       |
| 9    | Brazylia         | 0 | 0 | 1 | 1       |
| 9    | NRD              | 0 | 0 | 1 | 1       |
| 9    | Korea Północna   | 0 | 0 | 1 | 1       |